# Grabenitz
Grabenitz ist ein kleiner Ort im nordöstlichen deutschen Bundesland Mecklenburg-Vorpommern, der heute als Ortsteil zur Gemeinde Klink bei Waren (Müritz) im Landkreis Mecklenburgische Seenplatte gehört. Der Ort ist eine Neugründung von 1788, nachdem das alte Dorf Grabenitz, das auf einer halbinselartigen Fläche näher am Südende des Kölpinsees lag, während der großen Wüstungsperiode im 14. Jahrhundert aufgegeben worden war.

## Geschichte
Erstmals erwähnt wird eine mittelalterliche Wüstung Alt Gräbenisze im Jahre 1333 beim Verkauf von Ländereien an das Kloster Malchow durch die Adelsfamilie Pritzbuer, die jahrhundertelang hier Besitz hatte. In den Jahren 1788–93 gehörte das Gut Grabenitz der Familie von Randow, Ende des 18. Jahrhunderts einem Oberforstmeister von Lücken. Nach 1860 waren dessen Nachkommen, die Gebrüder von Lücken, Eigentümer. 1897 erwarb es zusammen mit Klink A. von Schnitzler, aber schon 1899 hatte das damals 1039 Hektar große Lehngut ein Friedrich Glantz, in dessen Familie es bis Anfang der 1920er Jahre blieb. In Urkunden von 1923 und 1937 wurde Prof. Dr. A. Hasenkamp als Besitzer genannt. Nach dem Zweiten Weltkrieg wurde das Gut enteignet und 1953 in eine Landwirtschaftliche Produktionsgenossenschaft (LPG) vom Typ I umgewandelt. 1976 erfolgte ein Zusammenschluss mit den LPG Klink und Sembzin.
Nach der Wiedervereinigung 1990 verkaufte die Gemeinde Klink den Gutshof mit zwei Stallungen, dem Wirtschaftshaus und dem Speicher an eine Treuhandgesellschaft. Im Jahre 1998 wurden das Wirtschafts- und Gutshaus abgerissen und Einfamilienhäuser gebaut.
Heute hat der kleine Ort verschiedene Ferienwohnungen.